# Palazzi imperiali di Roma
I Palazzi Imperiali di Roma occupano principalmente il colle Palatino, che si affaccia verso nord sul Foro Romano, e verso sud sul Circo Massimo. È un imponente complesso di edifici che esprime in modo visibile la potenza e ricchezza degli imperatori da Augusto (di cui ancora appare visibile la residenza, tra le meglio conservate) a Costantino, quando Costantinopoli diventerà la nuova grande sede imperiale, anche se ancora ai tempi di Teodorico (come dimostrano gli ampliamenti realizzati da quest'ultimo) quest'area era deputata ad ospitare la sede del potere sovrano. I palazzi imperiali si compongono di due strutture, quella pubblica (la Domus Flavia, edificata per la gran parte da Domiziano), aperta ai cittadini e agli stranieri, dove si manifestava lo sfarzo e la potenza dell'imperatore, e quella privata (la Domus Augustana), dove abitava l'imperatore e la sua corte. A questa sotto Settimio Severo si aggiunse una sezione aggiuntiva (un vero nuovo palazzo identificato dai moderni come Domus Severiana) con robusti archi portanti che fuoriuscivano dal fianco della collina.
L'intero complesso, la cui edificazione occupò tutto il I secolo, veniva indicato anticamente come Domus Augustana, ovvero "residenza dell'imperatore", poi fu noto col nome di Palatium (ai tempi di Tacito già era invalsa questa espressione), tanto che l'uso di questo termine passò a definire per evoluzione del toponimo qualsiasi edificio di una qualche rilevanza, entrando nell'uso comune.

## Storia
Il primo nucleo del palazzo imperiale fu costituito dal complesso di edifici appartenuti a illustri personalità della Res Publica (vi abitavano tra gli altri Cicerone, Ortalo e il poeta Catullo), un cui esempio, la Casa dei Grifi, si può ammirare ancora, che avevano sede in tutta l'area edificabile del colle. Il grande artefice però del complesso palatino e il primo a fare dei gruppi di case private che vi sorgevano la residenza di un unico uomo fu l'allora triumviro Ottaviano. Questi precedentemente aveva abitato in una casa vicino al Foro, sopra le "scale degli orefici", appartenuta all'oratore Gaio Licinio Calvo, come riferisce Svetonio, dopodiché passò nella residenza di Ortensio Ortalo, non molto rilevante per ampiezza e per lusso. Gli edifici sul Palatino vennero probabilmente acquisiti da Augusto dopo la vittoria di Agrippa su Sesto Pompeo nel 36 a.C. (battaglia di Nauloco), secondo quanto riferisce Velleio Patercolo, fonte corroborata dall'interpretazione che attraverso la valutazione dell'epoca di affreschi risalenti al 30 a.C. all'interno della Casa di Livia (moglie di Ottaviano), collega l'aggiunta di alcuni ambienti della stessa e quindi anche delle case annesse, proprio a quest'epoca. Augusto non si spese in ingrandimenti eccessivi e in abbellimenti sfarzosi, dovendo dare di sé quell'immagine di primus inter pares, caposaldo del suo programma politico. Secondo Svetonio, Augusto dormì per quarant'anni nella stessa stanzetta (probabilmente, ma è solo una ipotesi, quella "delle Maschere", ornata di mascheroni teatrali) ed ebbe un suo studiolo privato (detto la sua "Siracusa"), che fa parte dei locali emersi dallo scavo del 1961.

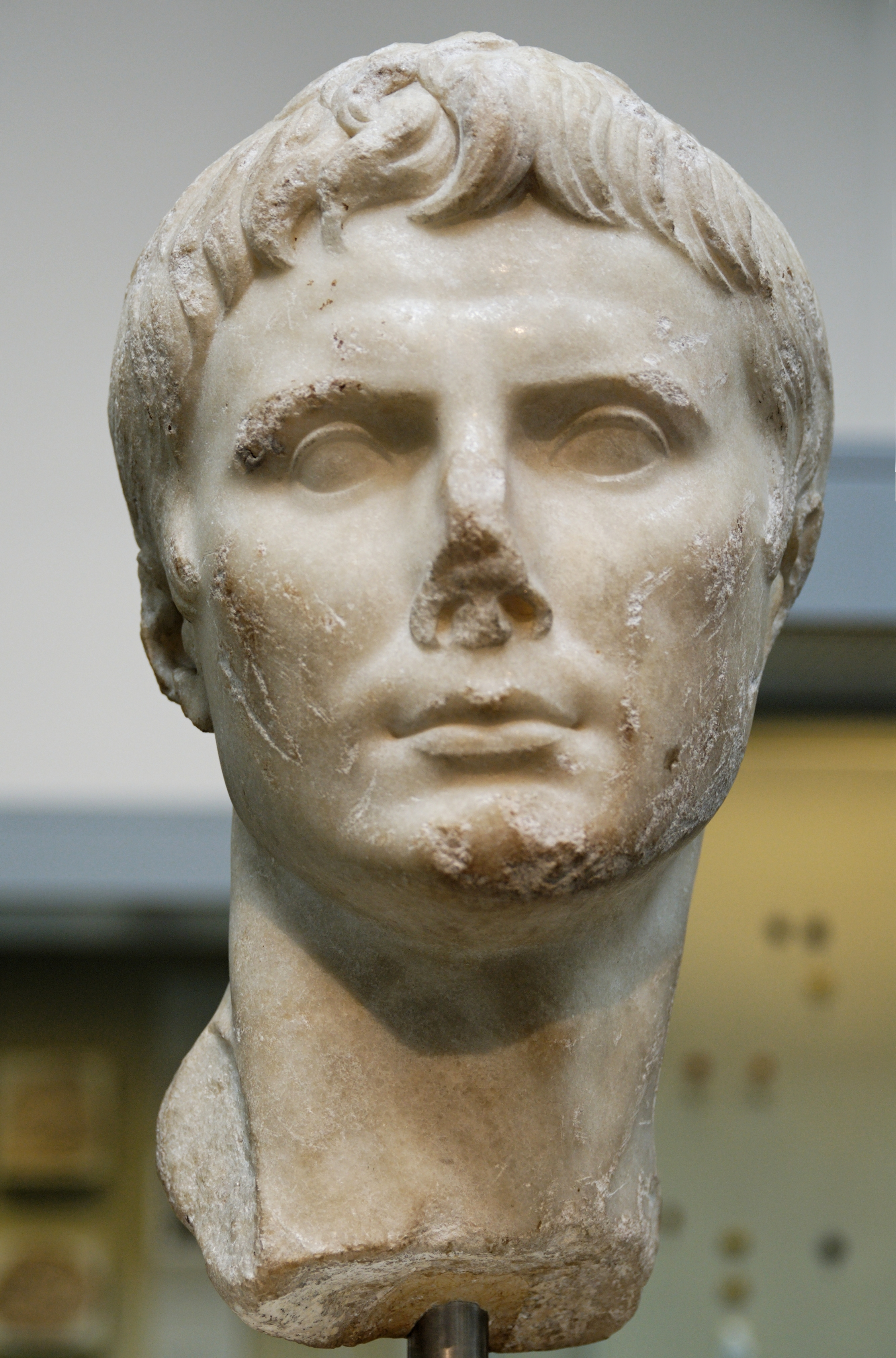
Ritratto marmoreo di Augusto del 14 ca; il Princeps per primo riunificò le varie residenze disaggregate sulla collina, facendone un unico complesso.

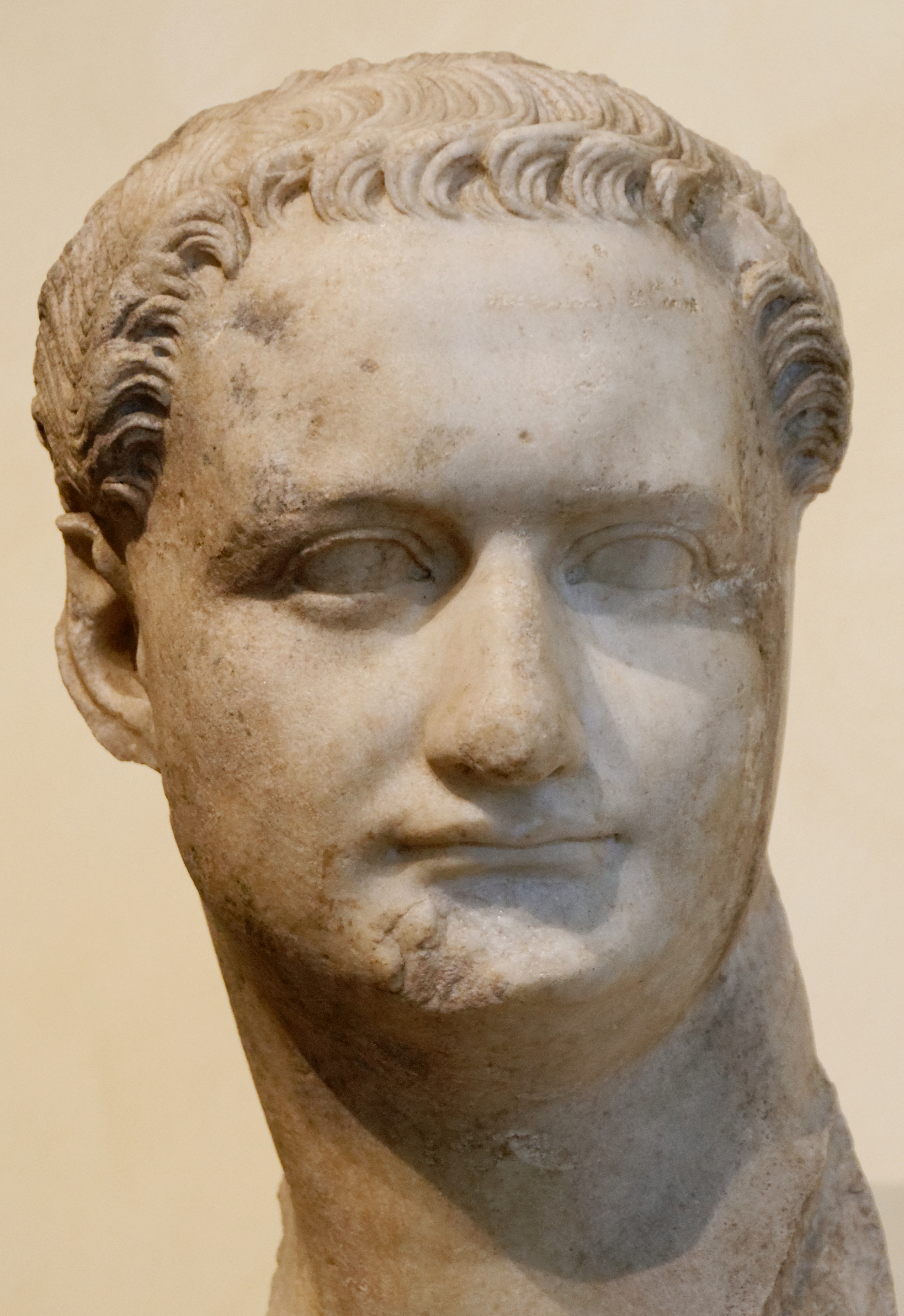
Busto di Domiziano, colui che riplasmò la residenza palatina, conferendole la facies che manterrà nei secoli a venire.

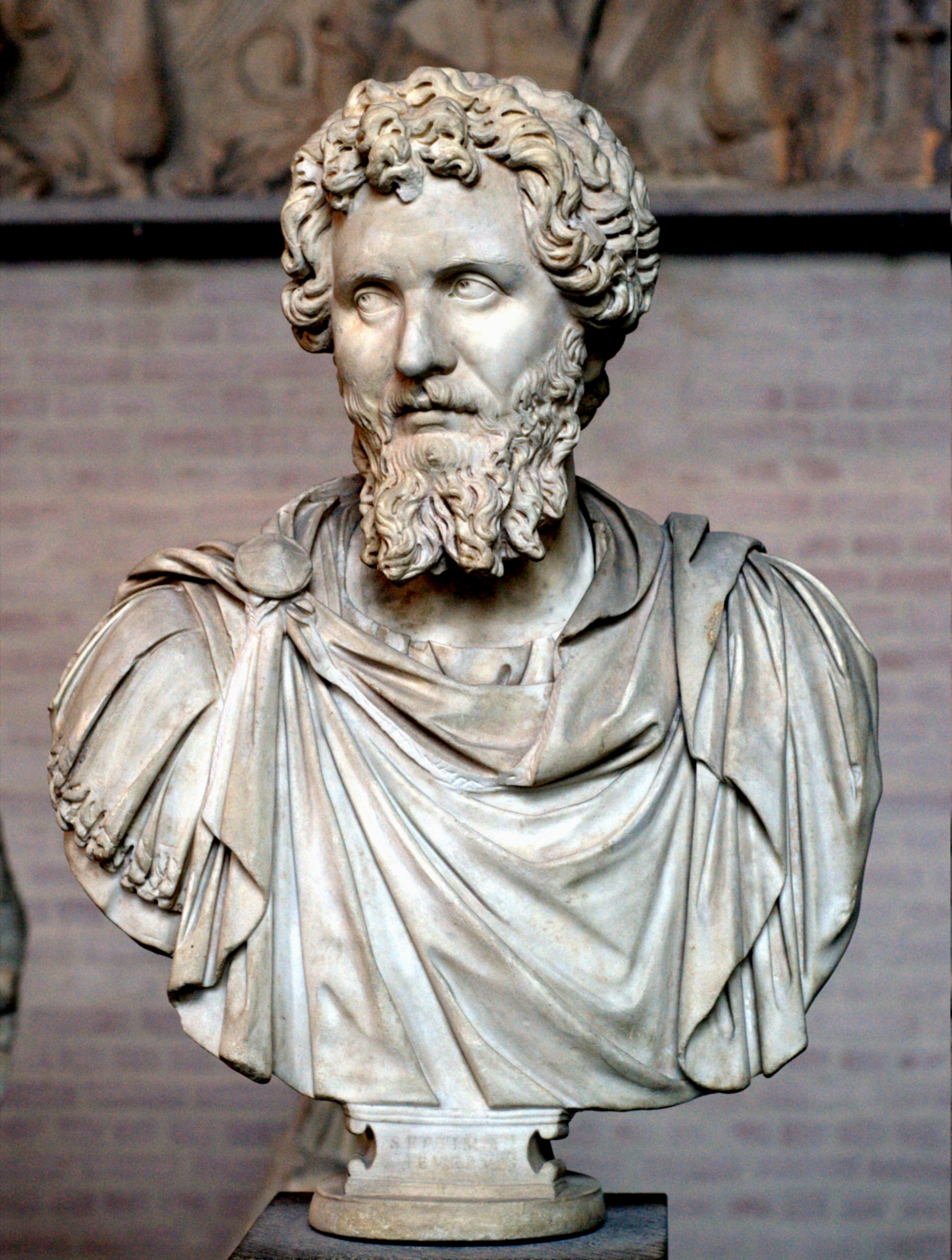
Busto di Settimio Severo, creatore dell'appendice meridionale della Domus Augustana.

Le rilevanti acquisizioni gli consentirono di superare le residenze di Publio Clodio, anch'esse frutto di agglomerati di case precedenti (appartenute a Scauro, Lutazio Catulo e Cicerone) tra loro collegate sul colle, rivaleggianti all'inizio soltanto con quelle del triumviro. In un primo tempo le strutture del Palatino apparivano staccate tra edifici autonomi (da ciò dovrebbe derivare anche la distinzione tra Domus Tiberiana e Augustana); successivamente, vennero via via ampliati dalle varie famiglie che si avvicendavano al potere imperiale fino a costituire un unico grande complesso. Con il termine Domus Augustana si indicò, a partire dall'intervento di Domiziano, l'intero complesso palatino (dal nome del fondatore), comprendente la parte privata (che oggi si preferisce identificare col nome proprio di Domus Augustana) e quella destinata all'uso ufficiale, la Domus Flavia, eretta dagli imperatori flavi. La Domus Flavia invece è il risultato dalla sovrapposizione del nuovo palazzo domizianeo alla vecchia ala "pubblica" della Casa di Augusto, estendentesi ad est del tempio di Apollo. Lo stesso tempio di Apollo era parte della porzione pubblica quantomeno della residenza augustea, tanto da esservi stati trasferiti i Libri sibillini dalla precedente collocazione nel tempio di Giove Capitolino, e a tal punto che vi si svolgevano anche sedute del Senato.
A Tiberio si attribuisce il progetto di allargamento della residenza imperiale sul lato occidentale della collina, compresa tra il tempio di Cibele e le pendici aggettanti sul Foro. Il lato occidentale dell'edificio coincide con l'area precedentemente occupata da una domus repubblicana, forse appartenuta al padre, Tiberio Claudio Nerone, pretore del 42 a.C., la stessa casa dove sarebbe nato il futuro imperatore. Tutta quest'area dei palazzi divenne definitiva solo sotto Nerone, per poi subire altri interventi sotto Domiziano, Adriano e Settimio Severo. La dicotomia tra Domus Tiberiana e Augustana si conservò da quel momento in poi immutata, inaugurando la consuetudine per cui nella prima residenza si trasferivano gli eredi al soglio, in quanto successori di Augusto (come fecero Marco Aurelio e Lucio Vero una volta adottati da Antonino Pio), mentre nell'altra abitavano gli imperatori regnanti. L'intera Domus, solo parzialmente riemersa dagli scavi (effettuati presso i margini dell'edificio), caduta in rovina, sarà poi occupata nel 1550 dagli Orti Farnesiani, voluti dal cardinale Alessandro Farnese, nipote di Paolo III, il quale dopo aver acquistato la parte nord del colle, decise di stabilirvi una residenza estiva e di circondarla di sontuosi giardini, visitabili ancora oggi.
Una prima volontà di collegare i gruppi di palazzi del Palatino con quelli del Campidoglio risale, secondo Svetonio, a Caligola, il quale ampliò i palazzi già edificati da Tiberio. Il tentativo però più audace di trasformare queste residenze disaggregate in un complesso unitario risale a Nerone, grazie anche alle distruzioni operare dall'incendio del 64. Nerone interrò completamente la Casa di Augusto, ricavandone la base per un santuario monumentale (la Aedes Caesarum in Palatio) destinato al culto imperiale, comprendente un tempio e delle statue colossali. Il progetto neroniano culminò nella costruzione della Domus Aurea (che si estendeva in gran parte su Celio e Esquilino), i cui livelli di fondazione rimangono visibili sul colle Oppio. Chi più si adoperò per fare del Palatino un'unica grande residenza deputata ad ospitare la sede del potere principesco, fu però Domiziano, il quale ordinò all'architetto Rabirio di ricostruire dalle fondamenta l'intero complesso residenziale pubblico (Domus Flavia) a partire dalla vecchia ala ufficiale della residenza augustiana, e di porre le basi per un nuovo grande palazzo più a sud (Domus Augustana), comprendente anche un Ippodromo privato, la casa dei paggi (Paedagogium) e delle terme. La differenza principale con gli edifici precedenti e con la Domus aurea, che era né più né meno che una villa urbana, risiede nella sua caratteristica di "palazzo" sede del potere imperiale, distinguibile nella sua funzione di edificio con finalità pubbliche, in cui esercitare i ruoli di governo, e di residenza privata, distinzione che si andava affermando già con Augusto, ma che non poteva manifestarsi in questo tempo con uguale nettezza, considerata la natura inter pares del potere del Principe.
Il palazzo (da allora in avanti noto come Domus Augustana, ovvero residenza degli imperatori), completato nel 92 (tranne lo Stadio che dovette essere ultimato solo dopo), rimarrà così inalterato nella sua struttura complessiva, pur con i dovuti interventi e ampliamenti successivi, fino alla fine dell'impero, tempo nel quale l'intera area palatina risultava completamente occupata dalla superficie dei palazzi imperiali. Questi rappresentavano nel loro insieme un'unica residenza deputata agli imperatori e tale fu la differenza rispetto all'epoca pregressa a Domiziano, che aveva visto solo residenze disaggregate e poco omogenee. Tra i maggiori interventi operati dagli augusti successivi si segnalano alcuni rifacimenti nell'area nord presso la Domus Tiberiana, dapprima di Traiano, poi di Adriano, che fece avanzare la stessa fino alla via Nova del Foro e operò diversi restauri, e in ultimo da parte di Settimio Severo, il più vistoso, che coincise con un imponente ampliamento della parte Augustana (che sorgeva oltre il colle, ormai già interamente occupato) e con l'edificazione di un nuovo prospetto (Settizonio) sul lato sud-orientale del colle. La seconda sezione dei palazzi, che va generalmente sotto il nome di Domus Augustana, doveva essere la parte del palazzo in cui avevano sede non solo gli appartamenti dell'imperatore, ma anche quelli della servitù e della corte, e in cui vi si svolgevano gli arcana imperii (i segreti del potere): qui si decidevano cioè le questioni dirimenti del governo dell'impero, non solo per iniziativa degli imperatori, ma spesso vi aveva un ruolo la stessa corte. Un esempio furono le manovre di palazzo che ruotarono attorno alle successioni, talvolta brutali, da un imperatore all'altro, quando per la prima volta proprio l'assassinio di Domiziano, avvenuto in questa ala del Palatium, portò alla nomina di Nerva.

## Descrizione
(Suetonio, Vita di Vitellio, 15)

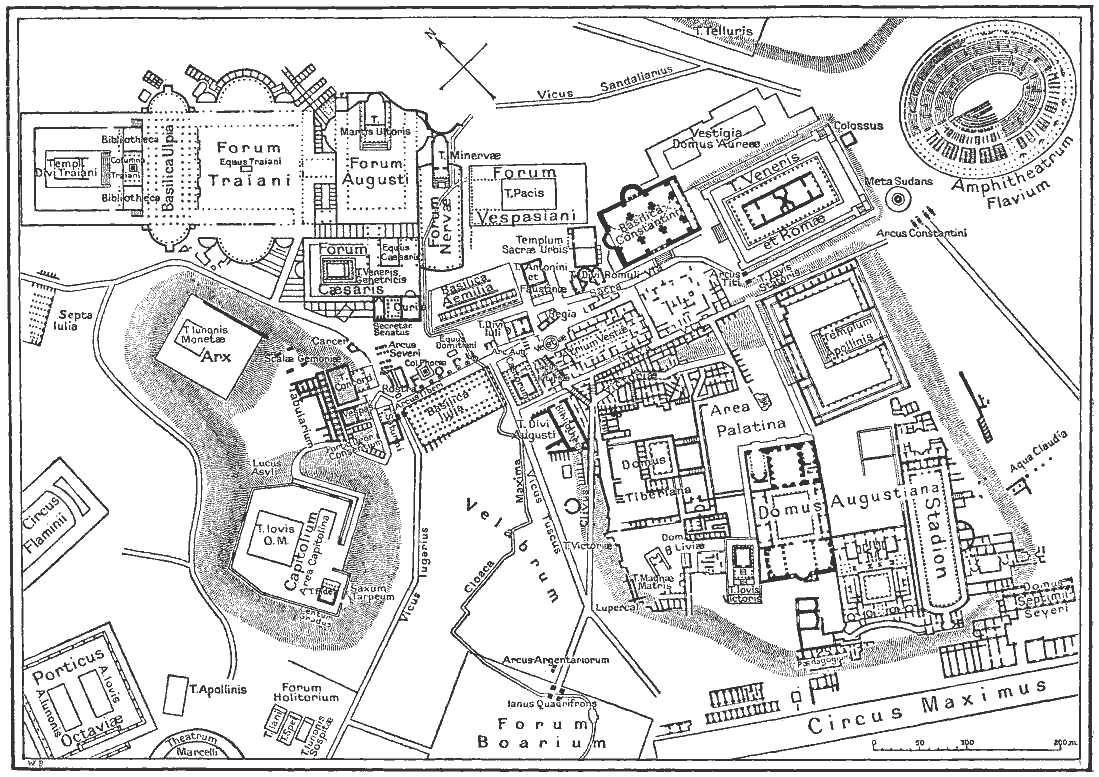
Mappa dei palazzi imperiali sul Palatino di Roma, del foro romano e dei fori imperiali.

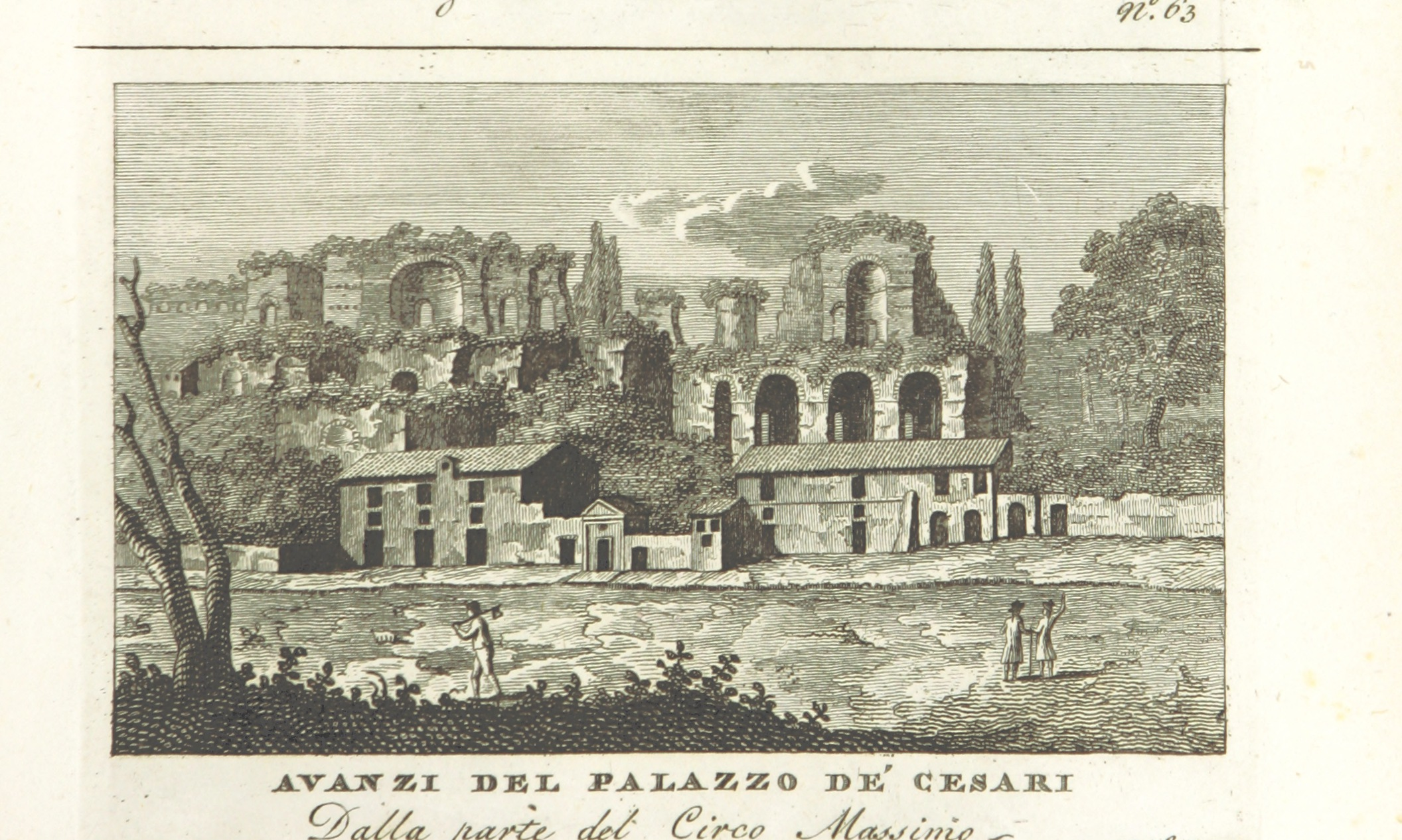
I palazzi in una pubblicazione del 1820.

Salendo dal Foro, percorrendo la via che costeggiando l'uccelliera Farnese si inerpica per la collina, incontriamo, proseguendo per la zona nord, la Domus Tiberiana, in gran parte ancora interrata, occupata nel XVI secolo dalla residenza farnesiana; procedendo più a sud la casa di Livia, ornata di pitture murali di grande valore; di seguito, annessa al Tempio di Apollo, la casa di Augusto, ovvero quanto rimane degli ambienti destinati all'uso privato del Principe. Dai giardini Farnese si può imboccare, poco dopo la tomba di Giacomo Boni, un accesso sotterraneo al Criptoportico di Nerone alla fine del quale è possibile ridiscendere al Foro. Il criptoportico era un passaggio ipogeo che collegava tra loro originariamente la Domus Aurea con gli edifici imperiali pregressi (la Domus Transitoria) sul Palatino, poi ampliato da Domiziano per condurvi al suo nuovo palazzo (successivamente sarà aperto un altro braccio a fungere da corridoio tra il palazzo dei Flavi e la Domus Tiberiana).
Sull'amplissima spianata alla sommità del colle poi, in mezzo al quale si staglia l'ex convento di Santa Francesca Romana, oggi sede dell'Antiquarium del Palatino, si estende la Domus Flavia, ovvero il palazzo degli imperatori Flavi, Vespasiano, Tito, Domiziano.  L'edificio fu fatto ampliare da Domiziano, il quale incaricò l'architetto Rabirio di ripianare le due cime del colle, quella occidentale del Germalus, coperta da case e templi, e quella orientale del Palatium, usando la terra di riporto per coprire il dislivello, per edificarvi i sontuosi edifici dedicati alle funzioni pubbliche dell'imperatore (la Domus Flavia appunto) e ampliare quelli riservati alla famiglia imperiale, riuniti in quella che oggi è nota come Domus Augustana, di struttura più complessa rispetto al palazzo dei Flavi.
Ovunque nel complesso si trovano tracce di mosaici e di decorazioni marmoree pregiate. Molti pezzi di valore storico e artistico sono raccolti nell'Antiquarium del Palatino, costruito nell'Ottocento in una parte della Domus Flavia. Esso mostra anche le varie fasi della storia del colle Palatino, a partire dalle più antiche testimonianze di insediamenti umani.
Anticamente l'ingresso vero e proprio ai palazzi imperiali doveva trovarsi alla fine del Clivio Palatino (la strada basolata che dall'Arco di Tito conduce ai palazzi), a metà del lato occidentale: esso era monumentale ed era preceduto da scalinate. Le aperture dovevano essere tre, come gli scavi hanno constatato, o cinque, che è il numero riportato dalle fonti (il Pentapylum, cui accennano i Cataloghi regionari). Qui vicino, i resti di un arco di età domizianea forse costituivano l'ingresso ai palazzi imperiali, ma non è certo. L'arco e le sostruzioni vicine fanno pensare a un complesso di giardini (indicati nella Forma Urbis severiana come Adonaea) che doveva essere attaccato al tempio di Eliogabalo, dove oggi è la Chiesa di San Sebastiano.

### Casa di Livia
La zona a est del Tempio di Cibele, occupata da un'area di case tardo repubblicane, vede la presenza di un medio edificio noto come casa di Livia (l'attribuzione della casa come "di Livia" è basata solo sulla traccia del nome generico su una conduttura di piombo che portava l'acqua alla casa e da elementi circostanziali come la vicinanza alla Casa di Augusto), scavata nel 1869 da Pietro Rosa su incarico di Napoleone III.
Accessibile attraverso un corridoio inclinato ricoperto di mosaici bicromi originali, essa si apre con un ampio cortile sostenuto da pilastri quadrati. L'atrio si trova invece sulla parte opposta, dove si aveva l'accesso in origine, e attorno a cui si affacciano una serie di stanzette (cubicola). Un ambiente (detto C), corrispondente al tablino, collegava il cortile e l'atrio nella parte est. Questo, assieme ai due ambienti laterali, conserva ancora decorazioni in secondo stile, databili al 30 a.C. Le pareti erano più antiche, come ha dimostrato la presenza di passaggi murati: esse sono in opera reticolata non troppo regolare e sono attribuibili al 75-50 a.C.

### Casa di Augusto

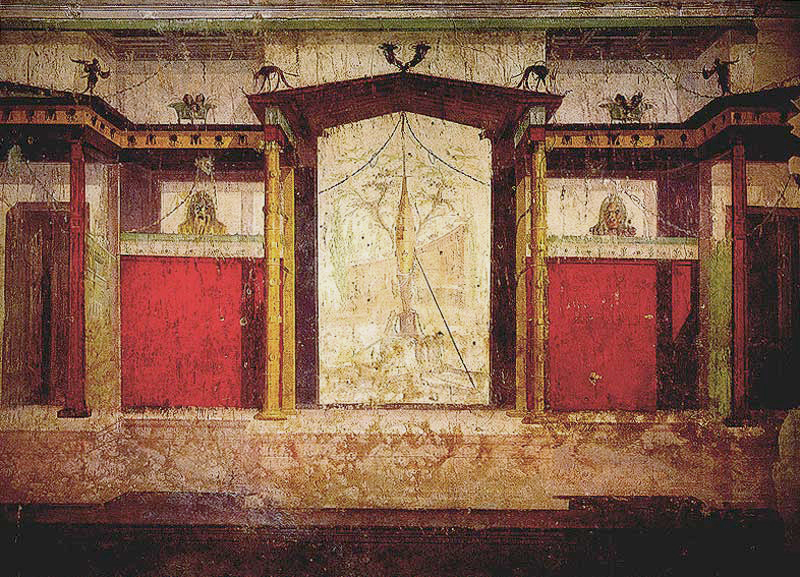
La "stanza delle maschere" all'interno della Casa di Augusto, probabile studiolo del Principe.

Proprio a ridosso della Casa di Livia, un peristilio sovrapposto a un pavimento in mosaico della fine del II-inizi I secolo a.C., sembra indicare la presenza di una abitazione tardo-repubblicana estendentesi verso le scalae Caci, forse quella di Lutazio Catulo (come sembrano indicare i mosaici e le pitture in secondo stile, che fanno propendere per una datazione vicina o successiva al 111 a.C., anno di un incendio che colpì l'area del Palatino), su gran parte della quale fu poi costruita la casa di Augusto.
La casa appare divisa in due parti: la prima ad ovest, con stanze più piccole, è quella destinata all'uso privato del Princeps, mentre la seconda, disposta più ad ovest, a sud del Tempio di Apollo (rientrante anche quest'ultimo in questa sezione), e formata da stanze più ampie, appare riservata più alle funzioni ufficiali. La parte pubblica della casa, che doveva spingersi più ad est del tempio, venne parzialmente inglobata nel successivo palazzo domizianeo. Nell'ala privata della residenza si sono conservate le pitture originali in secondo stile maturo, tra le quali appaiono rilevanti quelle in due stanze vicine, l'una decorata con maschere ispirate alla scenografia teatrale, l'altra con motivi floreali e festoni di pino.

### Domus Tiberiana

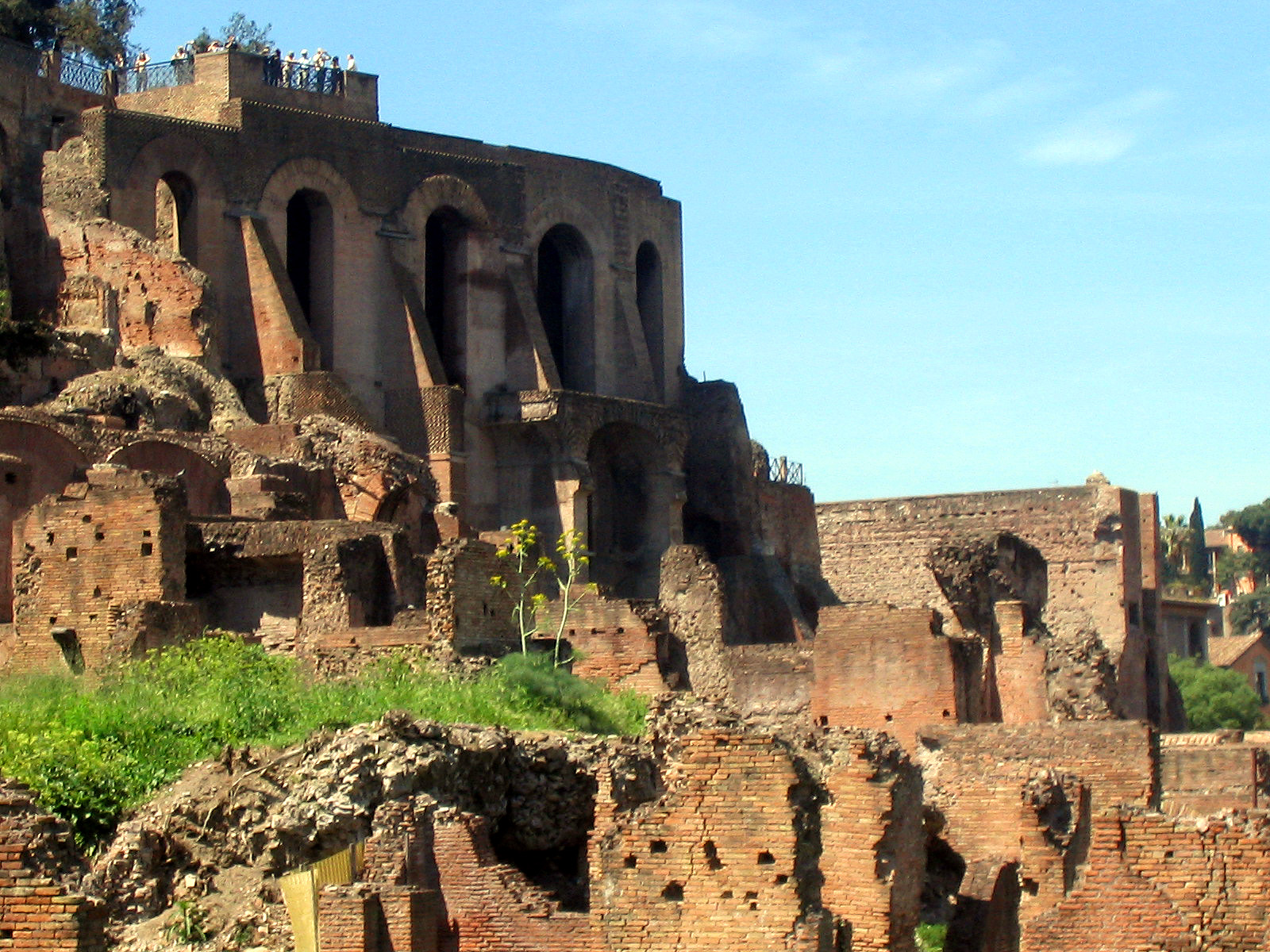
Il fronte nord della Domus Tiberiana dal Foro romano.

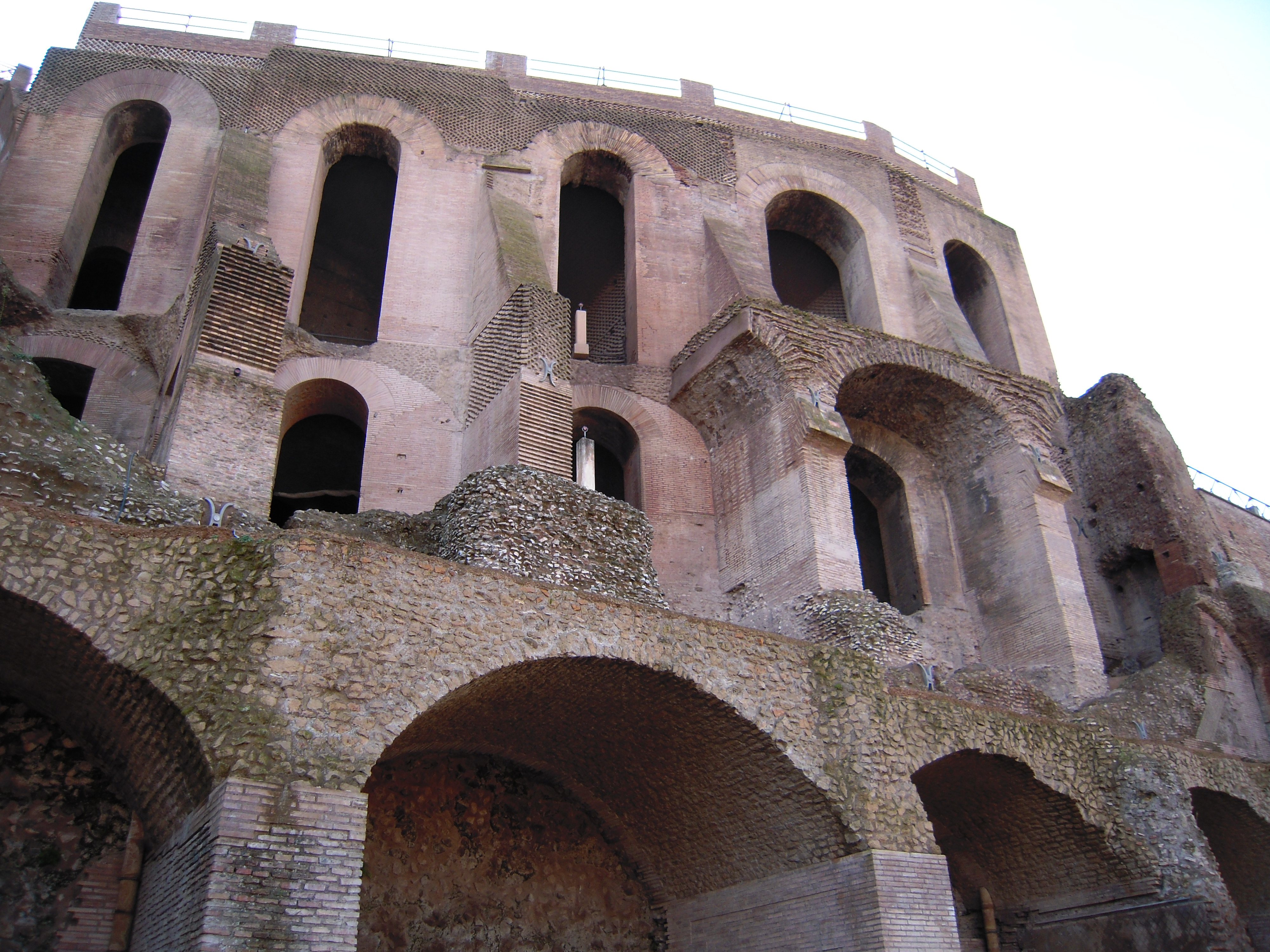
Le imponenti arcate in laterizio, alte 20 metri, risultato dell'avanzamento della Domus fin sulla Via Nova, voluto da Adriano.

A Tiberio viene attribuita l'opera di allargamento della residenza imperiale sul lato ovest del Palatino, compreso tra il tempio della Magna Mater e le pendici della collina, a ridosso della Casa delle Vestali e del Tempio dei Dioscuri. Il lato occidentale dell'edificio coincide con l'area precedentemente occupata da una domus repubblicana, la stessa dove probabilmente sarebbe nato lo stesso Tiberio, e che poi fu ampliata da Caligola. L'intera Domus è solo parzialmente venuta alla luce, limitatamente ai margini perimetrali dell'edificio.
La residenza doveva prevedere la presenza di una biblioteca, che sostituì quella del Tempio di Augusto (forse Santa Maria Antiqua), distrutto dall'incendio dell'80, evento che danneggiò anche in maniera rilevante la Domus e dopo il quale Domiziano ricostruì la facciata verso il Foro abbellendolo con una lunga loggia. Pietro Rosa, negli scavi del 1861-1862, portò alla luce un grande peristilio centrale, da cui si diramano un corridoio che finiva probabilmente presso gli ambienti scavati nei pressi del tempio della Magna Mater e altri corridoi che dovevano sboccare nel criptoportico della Domus Transitoria neroniana, dove si vedono alcuni passaggi. A sud diversi ambienti in discrete condizioni sembrano risalire al tempo di Nerone e presentano affreschi del III secolo. Il lato nord verso il Foro è quello più ampio fra tutti quelli scavati, disposto lungo una via in salita un tempo identificata erroneamente con il Clivus Victoriae. Qui alcuni ambienti sono più antichi, del tempo di Domiziano, e sopra di essi si appoggiarono altre strutture adrianee che si sovrappongono alla via antica con archi, che fecero avanzare la residenza fino alla via Nova del Foro. Il ritrovamento di graffiti di conti ha fatto pensare che vi avesse sede il fisco imperiale.
Caduta in rovina nell'alto medioevo, dopo essere stata adattata nell'VIII secolo a residenza del papa Giovanni VII, a seguito delle numerose spoliazioni, fu coperta in età rinascimentale dagli orti Farnesiani fatti edificare dal gran cardinale Alessandro Farnese.

### Domus TransitoriaeDomus aurea

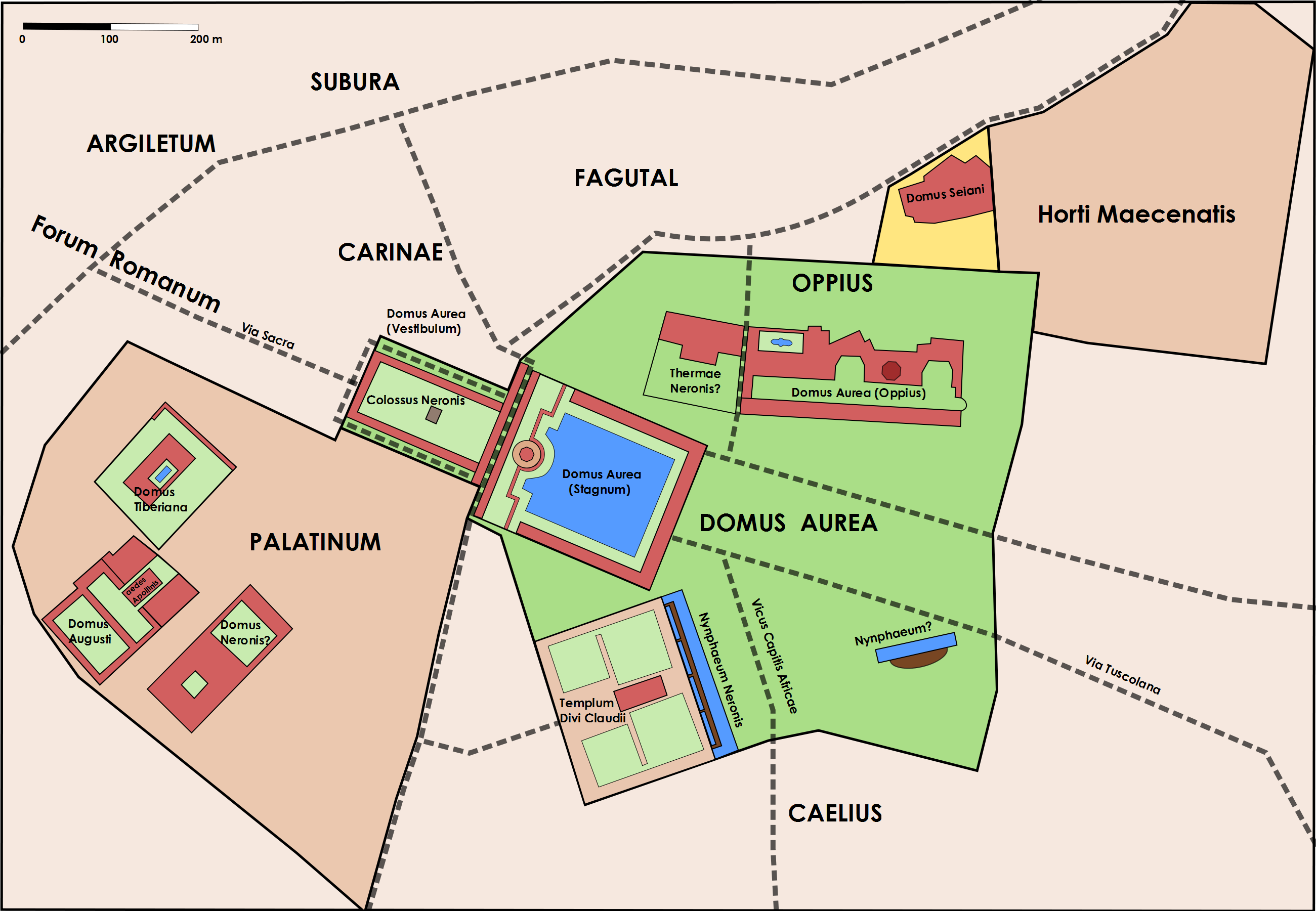
Estensione della Domus Aurea tra il Palatino, l'Esquilino e il Celio

La Domus Transitoria era la più antica delle abitazioni imperiali di Nerone, distrutta dal grande incendio di Roma del 64 e sostituita in seguito dalla più sfarzosa Domus Aurea. L'edificio si trovava nella parte centrale del colle e ne sono state trovare varie tracce sotto la Domus Flavia dell'epoca di Domiziano. Oggi un angolo del ninfeo è stato ricostruito. Faceva inoltre parte del complesso il criptoportico di Nerone, che collegava l'abitazione con la vicina Domus Tiberiana. Nerone, ai tempi imperatore, che sembra avesse assistito alla devastazione da una torre dei Giardini di Mecenate, vale a dire all'estremità orientale della Domus Transitoria, decise di costruire una nuova reggia degna della sua grandezza. La residenza dell'imperatore giunse a comprendere parte del Palatino, la valle del futuro anfiteatro Flavio, fino alle pendici dell'Esquilino, per un'estensione di circa 219 ettari (23 riguardanti il Palatino, 149 l'Esquilino e 47 tra la via Sacra, la valle del Colosseo e parte del Celio) secondo il calcolo del Carandini. Di tutta questa immensa tenuta imperiale, che aveva l'aspetto di una villa marittima, resta oggi solo un settore sul Colle Oppio (lungo circa 300 metri e largo 190). Si tratta di quel padiglione inserito nelle fondamenta delle successive Terme di Traiano.
Dopo la morte di Nerone, il terreno della Domus Aurea venne «restituito al popolo romano» dagli imperatori successivi, se pur non immediatamente, a causa dell'impopolarità e dell'ideologia che l'avevano ispirata. Infatti, Svetonio riferisce che solo Otone proseguì il completamento della Domus Aurea, sostenendo ingenti spese pari a 50 milioni di sesterzi.Vitellio la criticò definendola brutta e spartana, sebbene poi vi andasse ad abitarla, solo dopo essersi ammalato. Già a partire da Vespasiano si avviò il processo di distruzione della Domus In circa un decennio la dimora neroniana venne spogliata dei suoi rivestimenti preziosi: Vespasiano utilizzò lo spazio in cui era stato scavato il lago artificiale, drenando le acque e prosciugandolo, oltre a distruggere gli edifici che collegavano il vestibulum con lo stagnum, rasandoli e riempiendoli di macerie per innalzare il terreno per costruire l'Anfiteatro Flavio.

### Palazzo di Domiziano
Il palazzo di Domiziano era il principale complesso imperiale sul colle Palatino. È composto da tre settori: la Domus Flavia, deputata alle funzioni pubbliche (ai riti ufficiali, alla salutatio matutina, ad accogliere ambascerie e tenere le riunioni del consilium principis), lo Stadio palatino, area forse adibita a giardino, sede di spettacoli privati o pista per cavalli, e la Domus Augustana, residenza privata dell'imperatore. I lavori per la sua realizzazione vennero diretti dall'architetto Rabiro, iniziati poco dopo l'81 (anno della salita al potere di Domiziano) e conclusi nel 92.  Nei secoli successivi non fu mai sostituito, restando la dimora degli Augusti per eccellenza, che si limitarono solo a restaurarlo e farvi qualche aggiunta.

#### Domus Flavia
(Tacito, Agricola, 40, 4)

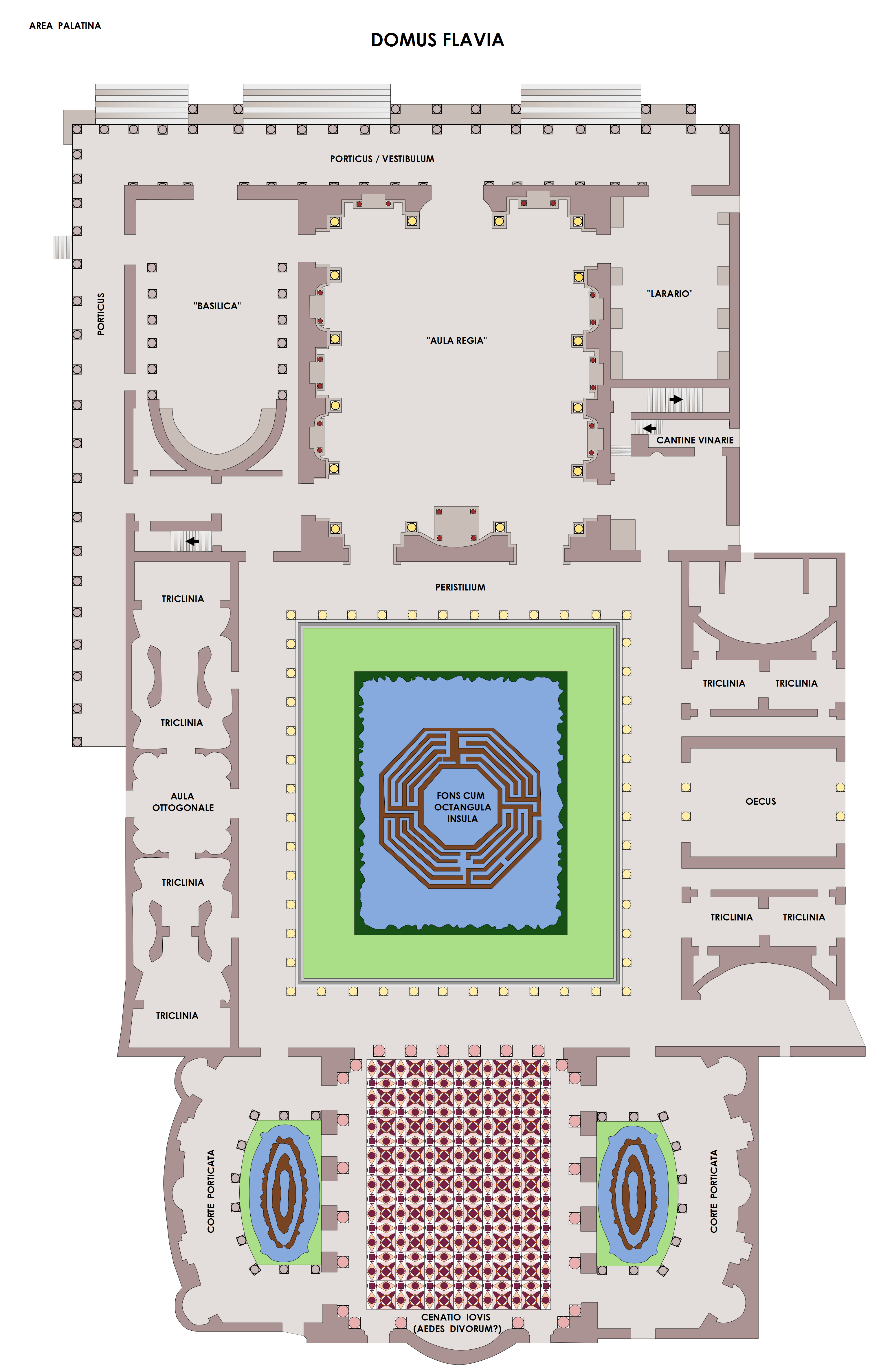
Pianta della Domus Flavia, la parte pubblica del palazzo di Domiziano.

La vasta area pianeggiante sulla sommità del colle è dominata al centro da un immenso peristilio rettangolare occupato da una grande fontana ottagonale, che rappresentava il fulcro dell'intera Domus Flavia, progettata e realizzata dall'architetto Rabirio, incaricato dall'imperatore Domiziano. Su tre lati del quadriportico del peristilio si aprivano tre serie di ambienti. Sul lato settentrionale si trovavano la grande Aula regia absidata (al centro), ovvero la sala del trono (situato all'interno dell'abside, riservato all'imperatore dominus et deus Domiziano) arricchita con statue in basalto nero accolte in altrettante nicchie, la Basilica o Auditorium (a sinistra), forse divisa in tre navate, dove l'imperatore esercitava la giustizia e prendeva le decisioni di governo (assieme agli strettissimi collaboratori, riuniti nel consilium principis), il Lararium (a destra) dove anticamente si pensava si conservassero i numi tutelari o più probabilmente aveva sede la guardia pretoriana (vista la vicinanza all'accesso principale della residenza). Una sala ottagonale correva lungo tutto il lato occidentale del quadriportico.

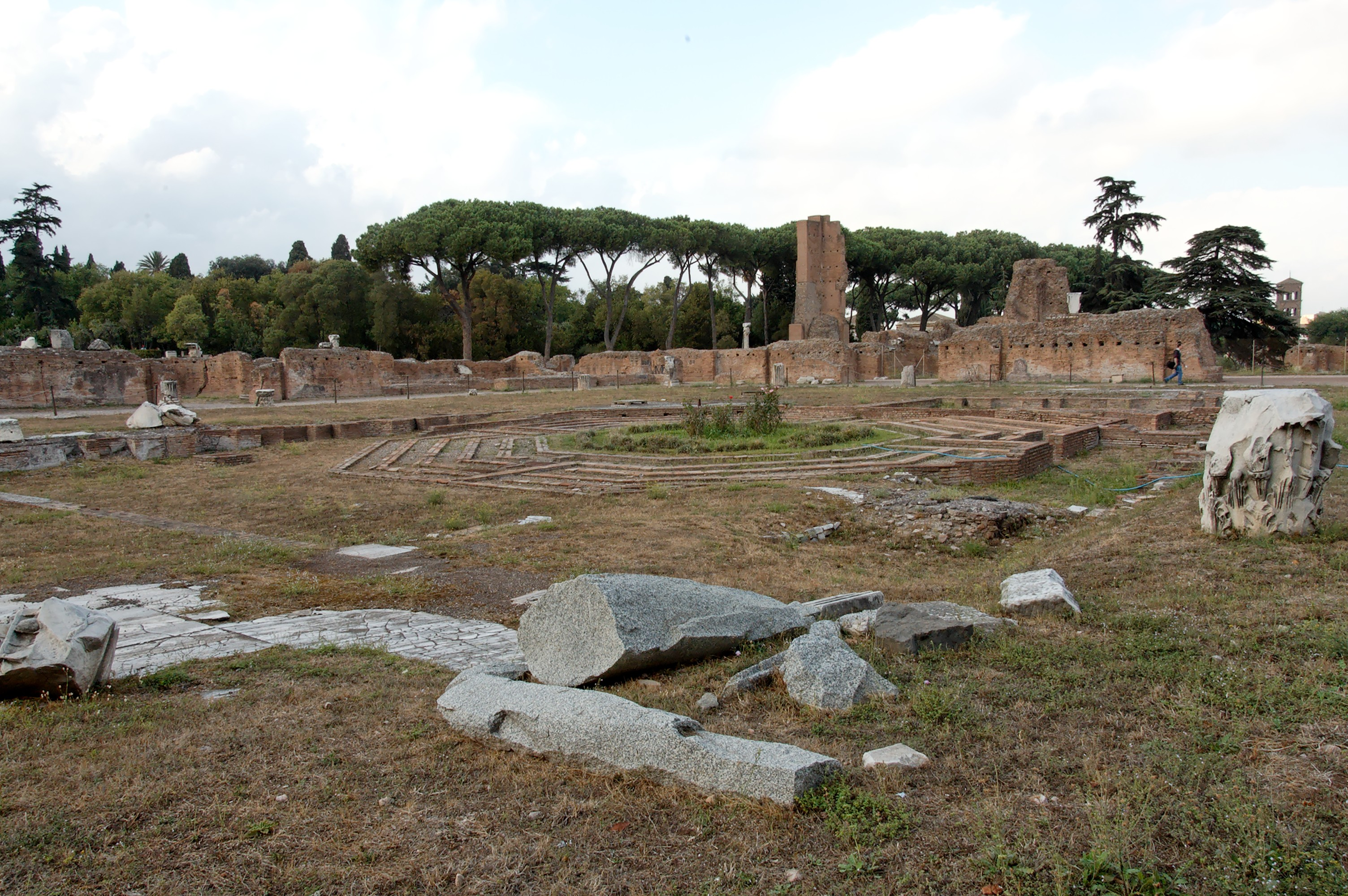
Peristilio centrale della Domus Flavia con al centro la fontana ottagonale.

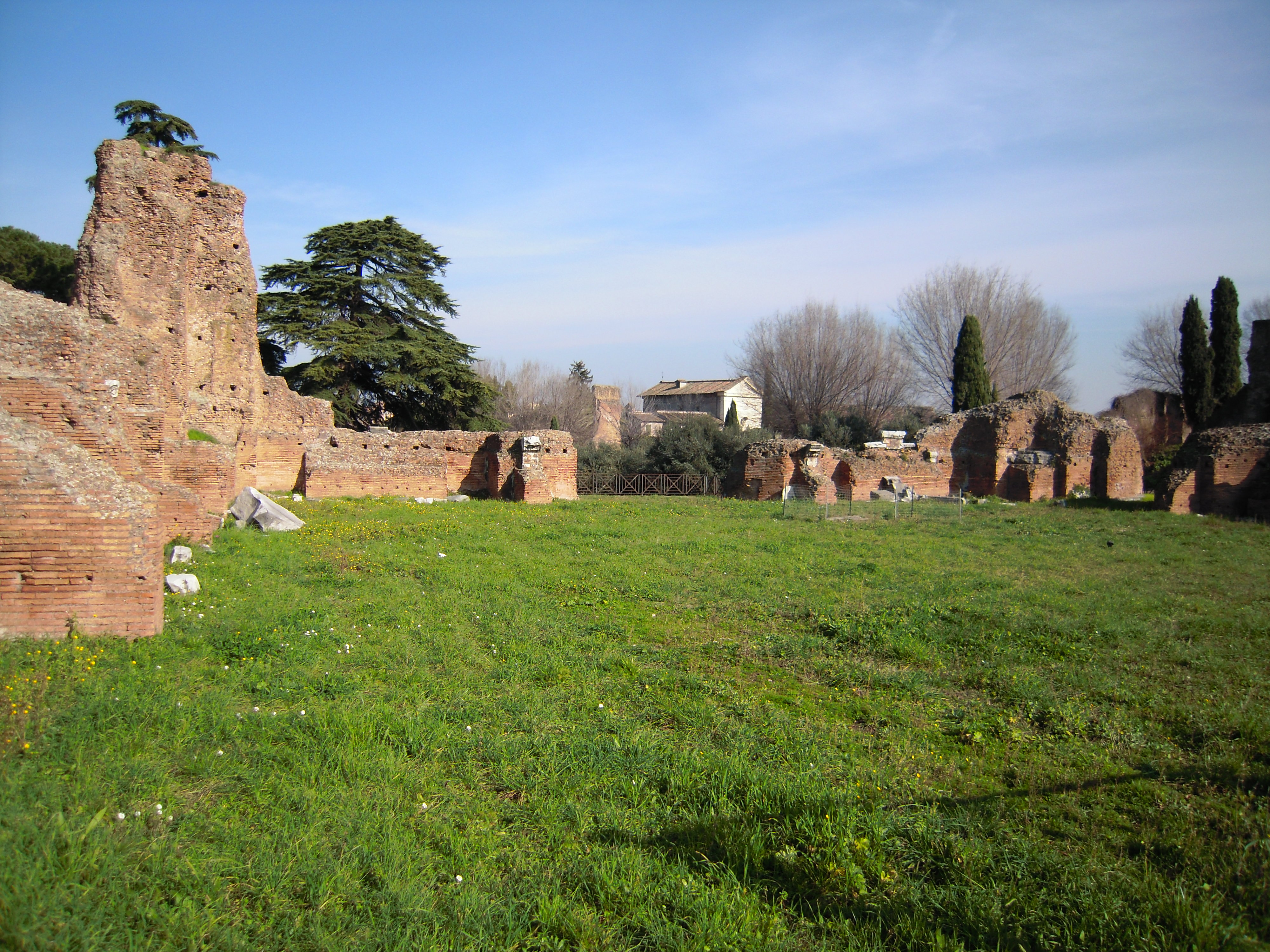
Resti dell'Aula regia della Domus Flavia; dal lato dell'apertura un podio sopraelevato consentiva di dominare larea Palatina.

A queste aree, procedendo dal clivus Palatinus, si era introdotti attraverso un ingresso monumentale sormontato da un architrave (una sorta di fastigium, di frontone, come quello donato a Cesare nel 44 a.C. dopo la nomina a pontifex maximus). La sala da pranzo principale deputata ai conviti (detta anche Cenatio Iovis) si trovava sul lato opposto rispetto all'Aula regia ed era abbellita da una abside poco profonda, ai lati della quale c'erano due accessi ad ambienti successivi, come le biblioteche del tempio di Apollo. La Cenatio Iovis era eretta su un ipocausto, una doppia pavimentazione che consentiva il riscaldamento dell'ambiente, costruita in età adrianea e restaurata sotto Massenzio. Essa era affiancata da un'altra fontana ovale (a destra), visibile da grandi finestre che si aprivano dal triclinio (dalla sala da pranzo) su questo lato. Tutti questi ambienti avevano una fondamentale funzione pubblica, servendo a svolgervi non solo la salutatio dell'imperatore (in particolare i tre che si incontrano dopo l'accesso principale), ma anche i ricevimenti pubblici, diretti a colpire il visitatore con la successione di strutture ricchissime e di abbellimenti. A questi vanno aggiungi forse anche ambienti della parte nord della Domus Augustana, dal momento che non esiste un confine certo tra le due residenze.
Questi locali sorgono su strutture precedenti che vanno dall'età repubblicana a quella flavia. In particolare sotto la Cenatio Iovis e la fontana di destra si trovano due ninfei con al centro i "Bagni di Livia", resti di due aule, di cui una di forma anulare, identificabile forse con la cenatio rotunda girevole di Nerone descritta da Svetonio. Al di sotto del Lararium si trova il più importante esempio di casa del periodo repubblicano, la Casa dei Grifi, di cui restano parti del pavimento in mosaico del primo piano e della decorazione pittorica, databile alla fine del II secolo a.C. o agli inizi del I secolo a.C. Sotto la Basilica vi sono invece resti di un'esedra della Domus aurea, e l'Aula Isiaca, un ambiente di una casa repubblicana decorato con pitture augustee in secondo stile avanzato (risalenti al 25 a.C.). Sotto l'Aula regia si rinvengono invece strutture della residenza neroniana, a cui si sovrappongono le fondazioni di una precedente sala dell'epoca di Vespasiano.

#### Paedagogium

Rilievo del graffito di Alessameno, trovato nel Paedagogium del Palazzo di Domiziano. L'iscrizione raffigura un uomo con testa d'asino, appeso a una croce e un altro uomo che sembra omaggiarlo ai suoi piedi. La scritta in greco in basso recita "Alessameno venera [il suo] dio".

Un più piccolo edificio situato a ovest dell'esedra della facciata della Domus Augustana, risalente all'intervento domizianeo, è identificato come il Paedagogium, una sorta di collegio, destinato in particolare alla formazione dei paggi (schiavi) imperiali o più probabilmente un edificio adibito a loro residenza. La costruzione costituisce un'appendice esterna, quasi alle pendici del colle, o una dépendance del palazzo di Domiziano.
L'identificazione dell'edificio viene dalla ricorrenza di incisioni a sgraffio in latino riportanti la frase exit de Paedagogio. Un graffito del 200 ca (ma da alcuni retrodatato), in particolare, ha suscitato curiosità perché raffigura un asino crocifisso, probabile parodia della Crocifissione di Gesù. Si conosce solo una parte della struttura, articolata su due livelli, ciascuno con una fila di ambienti separata da un porticato. A nord si trova una grande esedra collegata ad altri ambienti vicini, nei quali sono stati ritrovati affreschi e mosaici severeriani.

#### Stadio Palatino

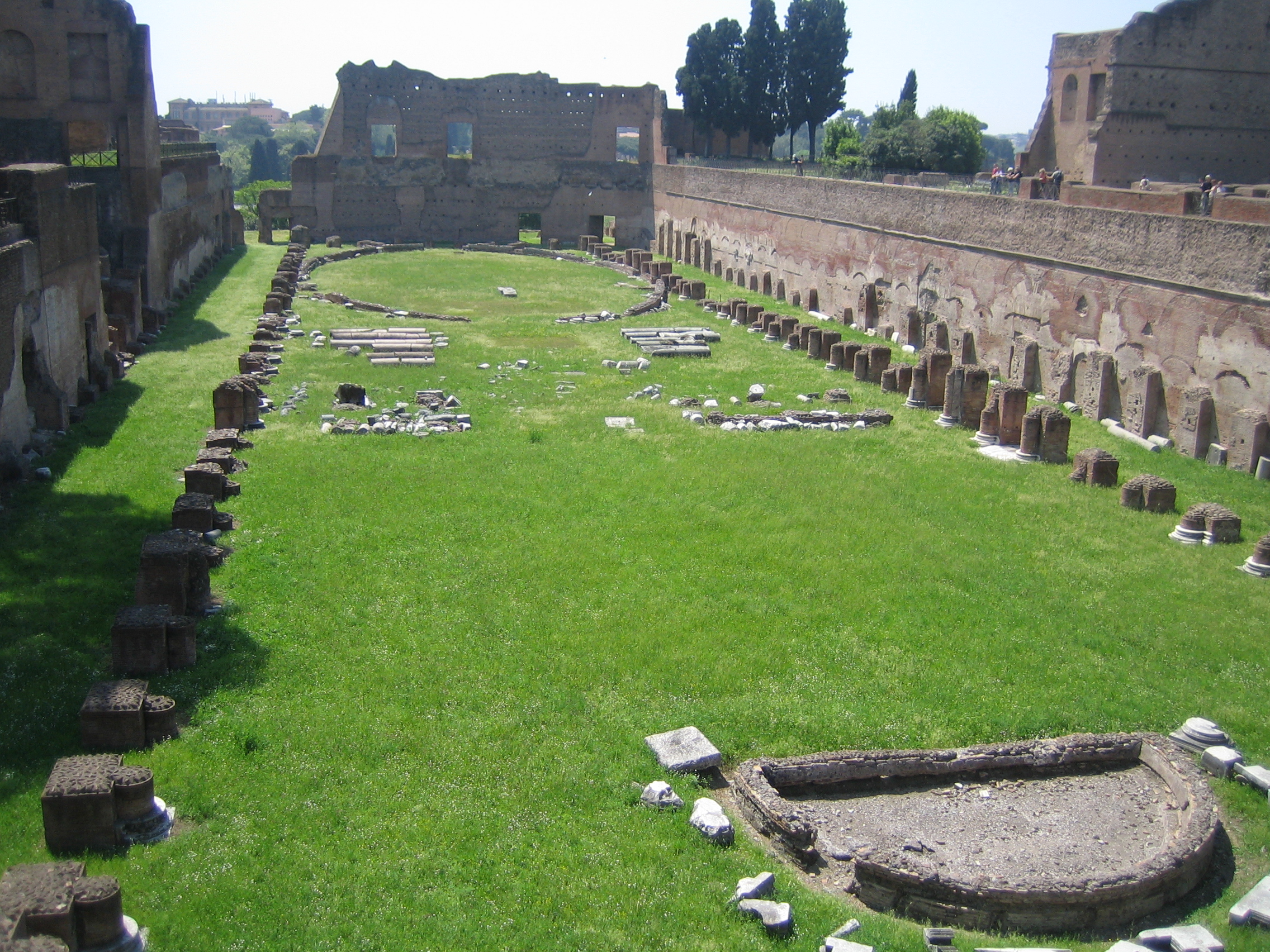
Lo stadio Palatino, dal lato nord. In fondo si nota il recinto tardo-antico e a sinistra il podio imperiale.

Di poco successivo alla residenza domizianea, completata nel 92, è lo Stadio o Ippodromo, un vasto spazio di forma allungata con un lato minore curvo (che ricorda la forma di circo), identificabile con l'Hippodromus Palatii ricordato negli Atti dei martiri (o con il Viridarium, uno spazio verde privato), estendentesi per tutto il lato orientale della Domus Augustana. La pista, delimitata tutt'attorno da un portico a due piani (ristrutturato in epoca adrianea) anticamente rivestito di marmi, era divisa in due da una spina di cui rimangono solo parti terminali ai lati opposti (da alcuni ritenute, almeno quella sul lato corto a nord, fontane). Al centro della struttura, sul lato orientale, sorge una grande tribuna con una esedra (rifatta sotto Settimio Severo), dove probabilmente gli imperatori potevano assistere agli spettacoli. Lo Stadio, più che all'esibizione di spettacoli di corse, aveva con più sicurezza la funzione di maneggio o di giardino privato, suggerita dal ritrovamento di statue di cui doveva essere riccamente abbellito. Un recinto di forma ovale nella parte meridionale della pista risale all'epoca di Teodorico (VI secolo), forse utilizzato per le corse a piedi.

#### Domus Augustana

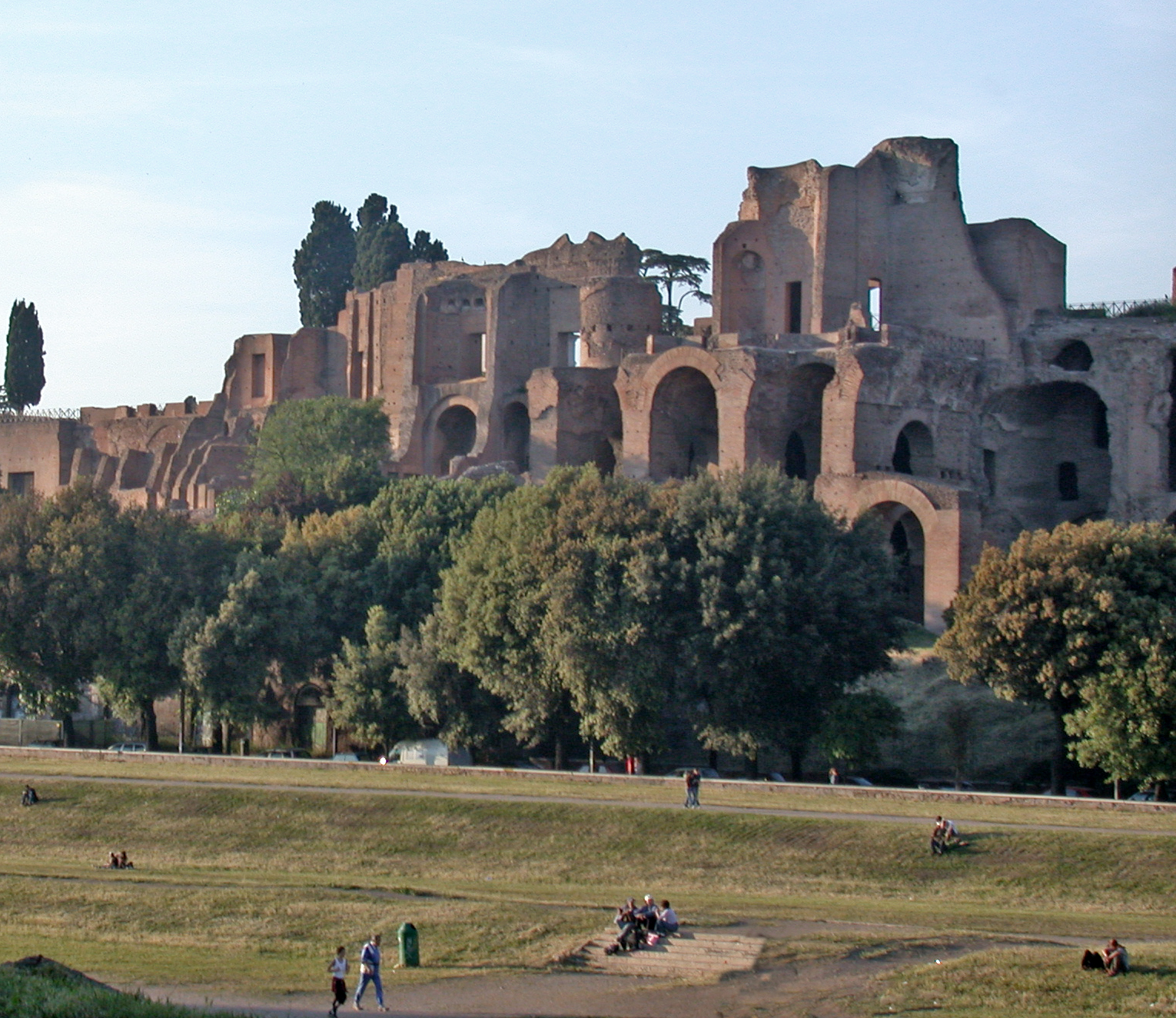
Veduta della Domus Augustana dal Circo massimo.

Poco distante dalla Domus Flavia è la Domus Augustana, ovvero la residenza dell'imperatore usata fino al periodo tardo-imperiale e bizantino. Si sviluppa su due piani (di cui il primo appare 12 metri più sotto) seguendo l'andamento del colle e si affaccia sul Circo Massimo. Il carattere di residenza privata potrebbe non riferirsi all'intero edificio Augustiano, dovendo invece restringersi alla sola parte attigua al Circo massimo, dal momento che la parte nord della Domus non appare facilmente distinguibile dalla Domus Flavia. La parte settentrionale, attaccata alla Domus Flavia, si articolava, per quello che se ne può dedurre dalle scarne rovine, attorno a un grande peristilio, a nord del quale doveva esserci un terzo peristilio, probabile vestibolo da cui si aveva anche l'accesso alla Domus. Al centro del peristilio colonnato meridionale, ma centrale rispetto alla Domus, era posto uno specchio d'acqua nel cui bacino era situato un tempietto su alto podio, probabilmente dedicato a Minerva. Ai lati del peristilio gli scavi hanno individuato diversi ambienti a pianta mistilinea tra cui una grande aula a due absidi.

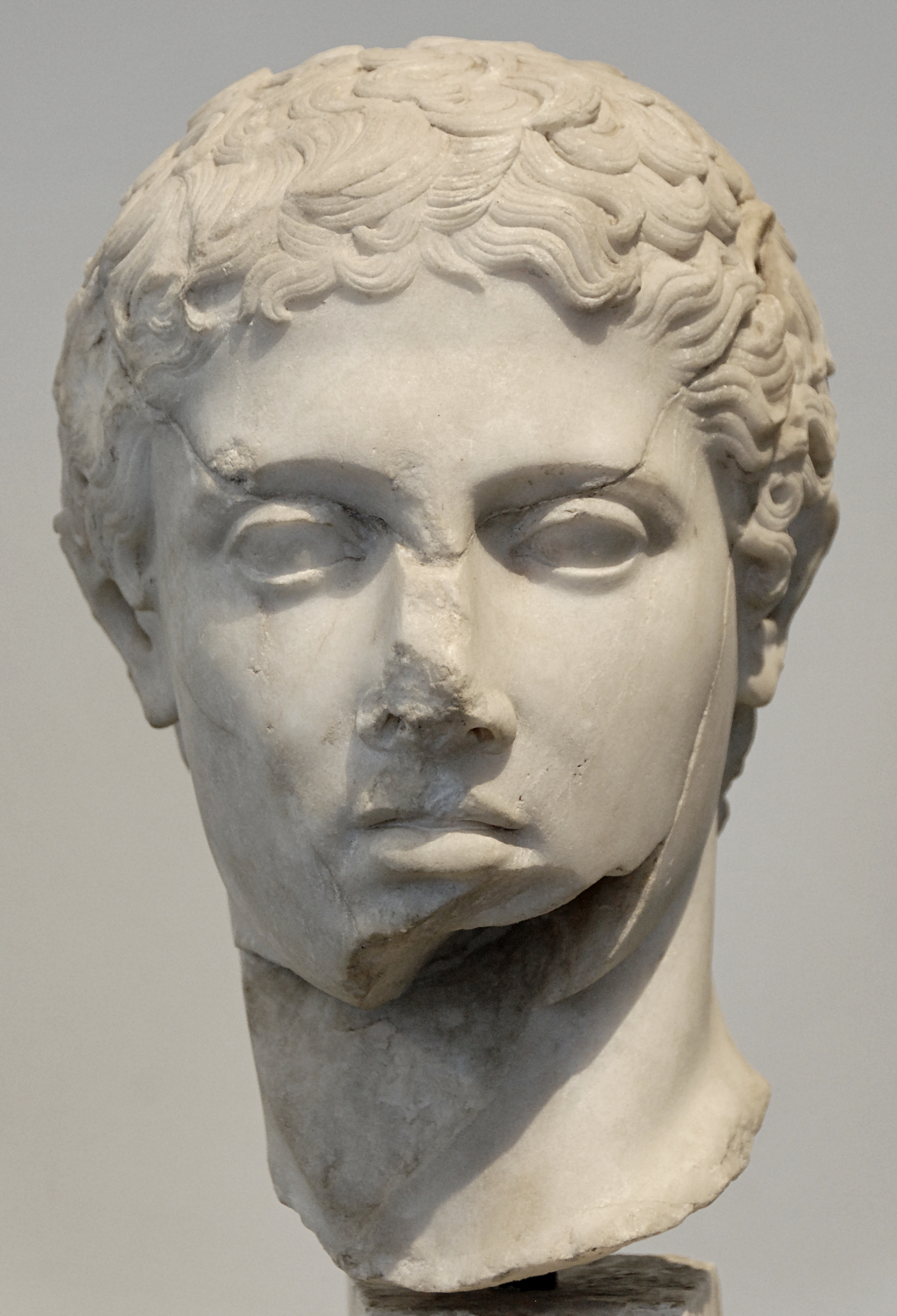
Testa di Ermete rinvenuta presso la Domus Augustana, marmo pentelico, copia romana da originale greco della scuola di Policleto (seconda metà del V sec. a.C.).

Più a sud del peristilio centrale, al piano inferiore, si trova un cortile quadrato, originariamente circondato da portici su due piani. Al centro di esso si trova una grande fontana decorata da un motivo a quattro pelte (che ricorda la forma di quattro scudi con due incavi). Sia a nord che a ovest si aprono alcuni ambienti, mentre verso sud si apre la grande esedra, la cui parte esterna fa da facciata del palazzo sul Circo Massimo e dalla quale gli imperatori poteva assistere direttamente alle corse. Dal cortile, guardando a nord si aprono tre sale ampie, quella centrale con due absidi, mentre le laterali sono a pianta ottagonale con volte a padiglione. Sul lato occidentale del cortile, due rampe di scale conducono al secondo piano, le cui sale non appaiono particolarmente ampie e presentano una pianta piuttosto complessa: qui è probabile che vivesse l'imperatore, opinione che sembra confermata dalla ricchezza dei frammenti decorativi ivi rinvenuti.

### Domus Severiana

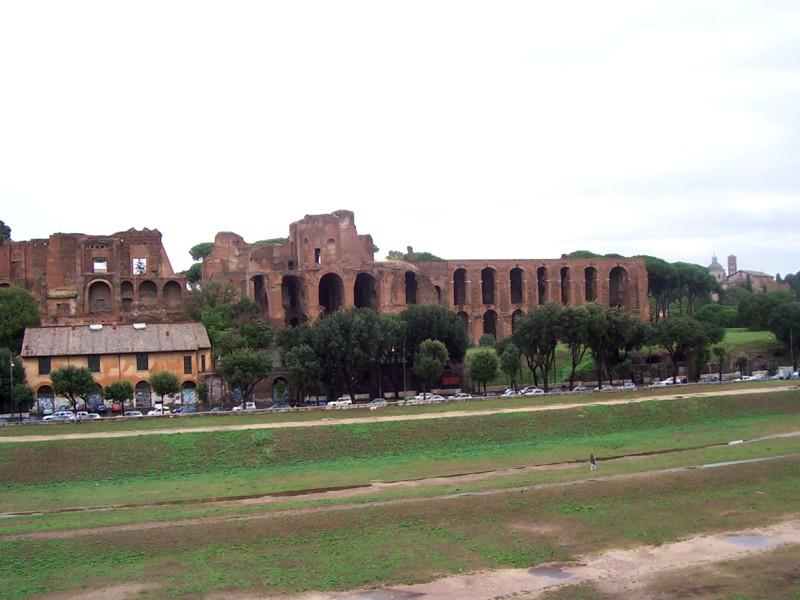
Resti del Palazzo di Settimio Severo dal lato del Circo massimo. Quelle che si vedono sono le sostruzioni su cui si ergeva la Domus vera e propria.

La Domus Severiana rappresenta un ampliamento della fine del II secolo, voluto dall'imperatore Settimio Severo nell'ambito della ristrutturazione urbanistica e del programma di abbellimenti della capitale. A torto definito Domus, perché rappresenta un prolungamento sud-orientale della Domus Augustana, l'edificio è costituito da una serie di sostruzioni che servirono a estendere la residenza oltre l'area della collina, mantenendola allo stesso livello del resto del complesso. Sulle cime delle sostruzioni sorgeva il palazzo vero e proprio di cui rimangono pochi resti. Tra l'edificio e l'esedra dello stadio domizianeo sono visibili tracce delle terme, probabilmente già volute dallo stesso Domiziano e fatte restaurare da Massenzio. Queste terme erano alimentate da un prolungamento del tempo di Nerone dell'Aqua Claudia, l'acquedotto fatto edificare da Claudio.

#### Settizonio
Sul lato del Palatino fronteggiante la via Appia (verso il lato sud-orientale) sorgeva, fino alla fine del XVI secolo (quando fu fatto demolire da Sisto V), il prospetto su quest'area del palazzo di Severo, il Septizodium. Secondo le fonti, l'imperatore volle abbellire questo lato del colle, ma soprattutto impressionare coloro che da sud, percorrendo la via Appia, giungevano a Roma, in particolare i suoi conterranei dell'Africa.

#### Domus Praeconum
A sud del Paedagogium, tra quest'ultimo e il Circo massimo, un altro edificio costituito da un piccolo cortile rettangolare con un portico su quattro lati costituisce la cosiddetta Domus Praeconum, scoperta nel 1888. Sul lato nord si trovano tre ambienti coperti a volta, uno centrale più grande e due laterali, che probabilmente sostenevano un secondo piano. L'edificio, di età severiana anche se non fa parte del palazzo di Severo, presenta una eccezionale decorazione pittorica e musiva. Un mosaico in particolare rappresenta una processione di araldi, il che ha fatto ritenere che nel complesso avessero la propria sede i messaggeri del circo (nuntii circii, come sono definiti in un'epigrafe), che precedevano il corteo circense che anticipava le gare svolgentesi nel Circo a poca distanza.